# Caminhos incas
Caminhos Incas são o extenso sistema de caminhos construído durante o Império Inca. Todos os caminhos da América do Sul direcionavam a Cusco (em quíchua, "Umbigo do Mundo"), a principal metrópole sul-americana do período pré-colombiano, legado de uma antiga tradição cultural. Foi usado pelos conquistadores espanhóis para dirigir-se a Bolívia, Chile e as pampas cordilheiranas argentinas.
Esta rede de estradas se estendia do centro do Equador até a região central do Chile, ao sul, e da costa do oceano Pacífico até as encostas orientais dos Andes.

## UNESCO
Os Caminhos Incas foram incluídos na lista de patrimônio Mundial da UNESCO graças a "sua extensa rede de comunicação, de defesa e comércio com estradas cobrindo uma área de 30.000 km"
Dentre os 30.000 quilômetros pertencentes aos caminhos incas, foram inscritos como patrimônio mundial um total de 720,28 quilômetros de extensão e 314 locais arqueológicos associados ao caminho. Sendo 118,45 quilômetros e 33 locais pertencentes a Argentina; 85,67 quilômetros e 8 locais pertencentes a Bolívia; 112,94 quilômetros e 138 locais pertencentes ao Chile; 17 quilômetros pertencentes a Colômbia; 113,73 quilômetros e 50 locais pertencentes ao Equador; e 272,49 quilômetros e 85 locais pertencentes ao Peru.

## História
Antes dos incas, já existiam sistemas de vias pavimentados, construídos pelos Wari, Tiwanaku e Chimu, alguns com datação de mil anos antes da chegada dos incas. A partir da segunda metade do século XV, o Império inca foi o responsável por unir e ampliar esses sistemas existentes, conforme iam ampliando suas conquistas. Essas vias, chamadas pelos incas de Qhapaq Ñan, além de serem usadas pelo exército, eram usadas para facilitar o deslocamento de mensageiros (chasquis), para circulação de mercadorias, administradores de negócios imperiais e pela elite imperial. Pessoas comuns não tinham permissão de usa-las, a não ser com uma autorização oficial. Essas vias eram construídas por escravos, prisioneiros de guerra e trabalhadores recrutados. E a manutenção era feita por famílias, em trechos curtos. Os trabalhadores recrutados eram pagos com bolsa de roupas, chicha e comida, pois os incas não possuíam moedas. Para as inspeções das pontes, havia um funcionário específico, denominado Chaka Suyuyuq.
Em 1532, durante a invasão do Império Espanhol na América do Sul, Francisco Pizarro quando chegou ao Peru com sua tropa, tomou conhecimento do caminho inca e a utilizou estrategicamente para avançar pelas regiões à cavalo. Após a conquista dos espanhóis, as vias, que foram projetadas para serem percorridas a pé e por lhamas, foram percorridas por cavalos com ferraduras, mulas e carroças, destruindo-as. Os espanhóis passaram a construir novas vias, que suportassem a carga.
Atualmente, muitas vias incas estão incorporadas às vias modernas e foram cobertas por asfalto; há trechos em que as pedras utilizadas na construção do caminho, foram retiradas pelo povoado local para construção de residências e currais; e alguns caminhos permanecem intactos, sendo utilizados pela população local e turistas.

## Localização

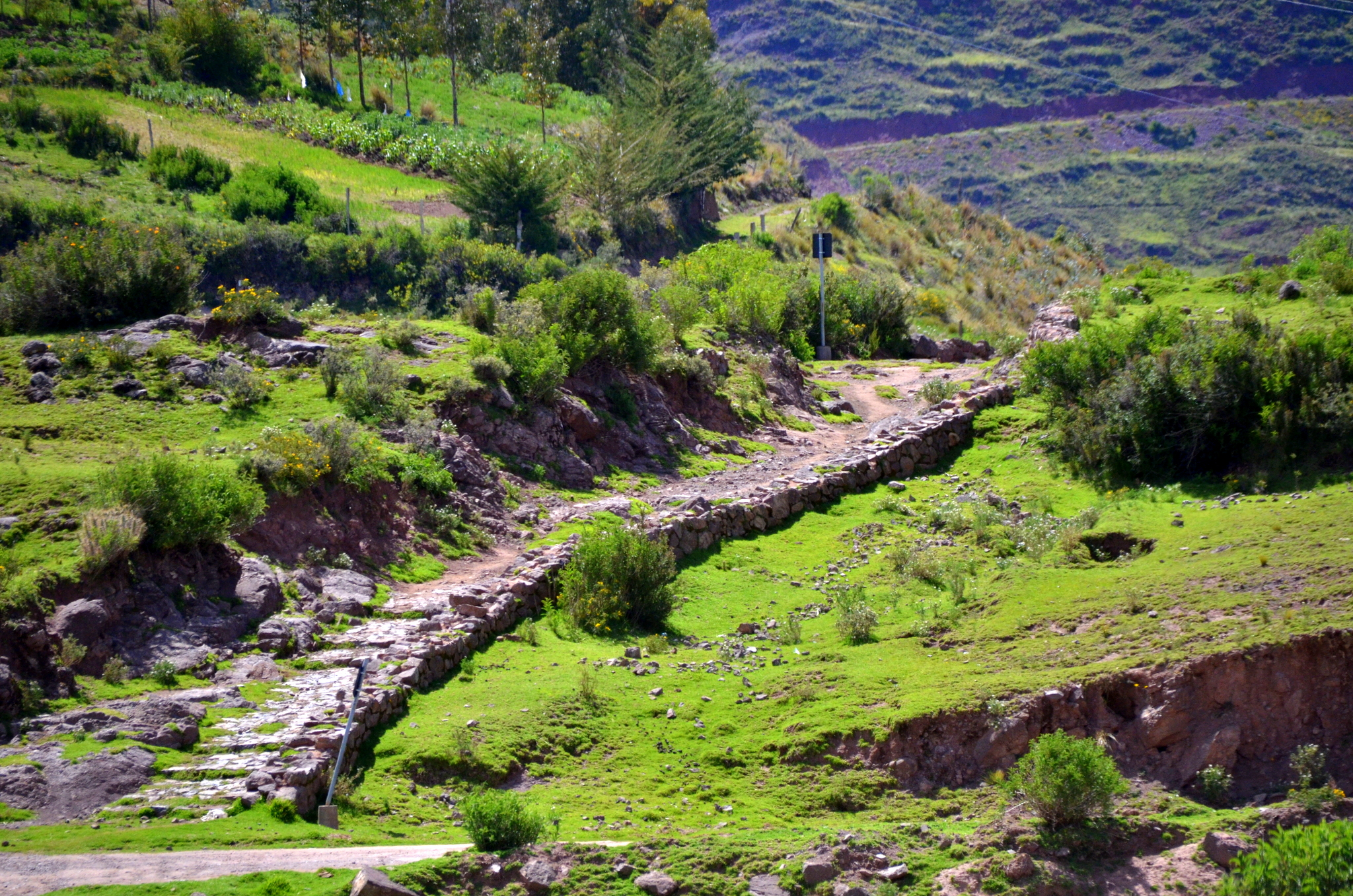
Caminho inca em Mosollaqta, Peru.

Os caminhos incas passam por seis países da América do Sulː Colômbia, Equador, Peru, Bolívia, Chile e Argentina; com a maior parte localizada no Peru. Os caminhos são compostos por duas vias principais, paralelas a costa pacífica do continente. Uma via principal vai de Tumbes, no Peru, até Santiago, no Chile, passando por Pachacamac, um dos principais santuários do período inca, localizado em Lima. Atualmente, é o caminho menos preservado. A outra via principal, mais bem preservada, vai da Colômbia até a cidade de Mendoza, na Argentina, passando por Quito, Cuenca e La Paz, estando Cusco, principal cidade do Império Inca, no seu centro. As vias secundárias, são perpendiculares as vias principais, que vão da costa do pacífico até as regiões montanhosas.

## Construção

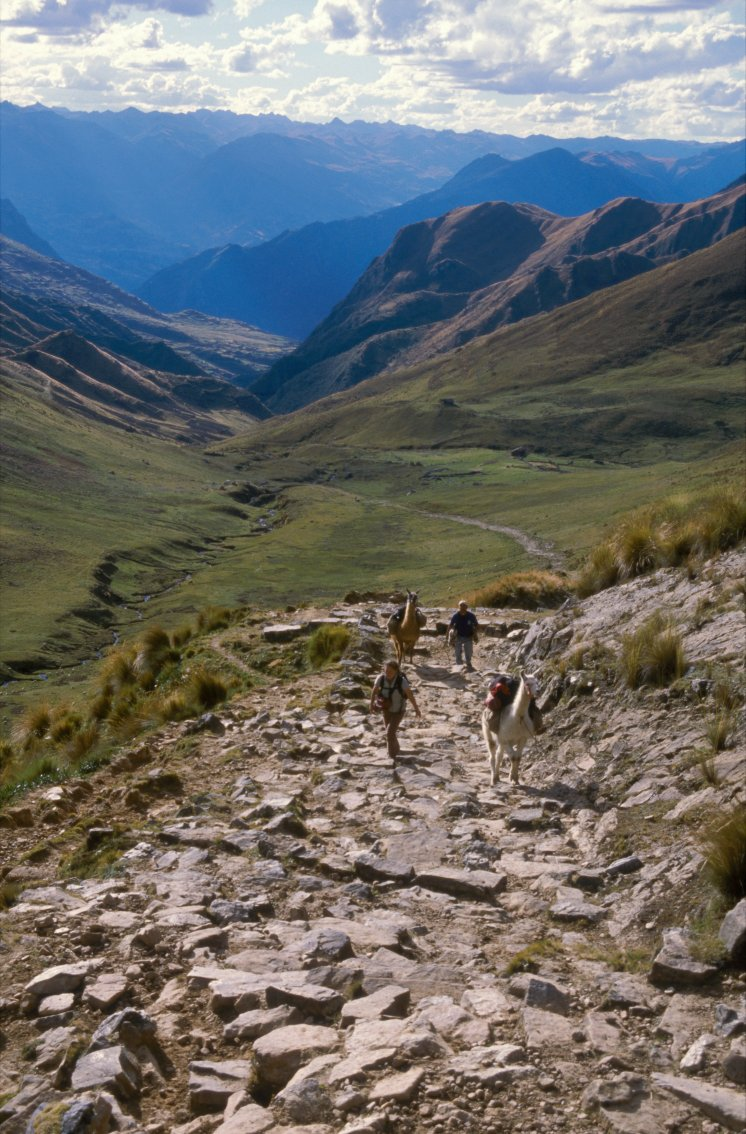
Caminho inca pavimentado com pedras. Cordilheira Branca.

Os materiais e as técnicas utilizadas para o nivelamento e a pavimentação das vias, e a construção de terraços, se diferenciavam de região para região. As ferramentas utilizadas eram feitas de pedras, madeira ou bronze. Em trechos desolados e sem árvores, as vias não eram pavimentadas. Nas regiões pantanosas, as vias geralmente eram elevadas com pedras, e nas encostas íngremes de montanhas, eram construídos degraus pavimentados, com terraços para descanso. A maioria dos caminhos possuíam muretas de pedra, eram marcados com pilhas de pedras, troncos de madeira ou canas. Foram construídos drenos e bueiros, para a drenagem das águas, que eram canalizadas ao longo ou sob o caminho. As principais vias foram pavimentadas com pedras e paralelepípedos. Os caminhos não foram construídos uniformemente, a largura média varia de um a quatro metros, e há trechos que chegam até quinze metros de largura. Pontes suspensas foram construídas para a travessia de ravinas, utilizando tranças de junco ou corda de grama com assoalho de madeira e fibra. Uma das mais conhecidas, na atualidade, é a ponte Queswachaka, com 45 metros de comprimento, que atravessa o abismo do rio Apurimac, em Cusco; e sobrevive devido a manutenção anual da ponte nos meses de junho. Nos locais que não era possível a construção de pontes suspensas, era usado um cesto suspenso chamado oroya,  que atravessavam até três pessoas.
A cada 20/25 quilômetros, os incas construíram abrigos (chaskiwasi) e locais de armazenagem de alimentos e água (colcas), para abastecer e abrigar o exército inca. Esses postos de abastecimento foram instalados por toda a extensão das vias, mesmo em regiões de deserto ou selva. Alguns postos eram maiores e mais elaborados, chamados de tambos.

## Turismo
Alguns trechos, do caminhos inca, estão aberto para o turismo para a atividade de trekking. A mais conhecida é a trilha que leva até Machu Picchu. Esta trilha se inicia em Piscacucho, possui 42 quilômetros de percurso, é necessário pagar uma taxa para percorre-la e há limite diário de usuários. Ao longo do caminho há postos de controle onde deverá apresentar o passaporte. Este caminho passa pelos sítios arqueológicos de Llactapata, Runkurakay, Sayacmarca, Phuyupatamarca, Wiñaywayna e Intipunku.
O governo peruano planeja ampliar o turismo no caminho inca. Já existe outra trilha sendo procurada pelos turistas praticantes de trekking, o Huánuco Pampa. Esta trilha possui 80 quilômetros de extensão, pode ser feita independente, mas é aconselhável contratar guias especializados, pois a trilha está localizada em altitude elevada. Só há acampamento formal no início do percurso, durante a trilha é necessário fazer acampamento selvagem ou informalmente em fazendas familiares.